# الإسلام هو الحل

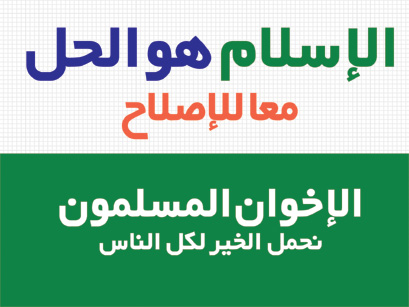
الشعار الانتخابي لنواب الإخوان المسلمين كمستقلين عام 2005، حصلوا على 37 مقعد من أصل 164 والأغلبية للحزب الوطني الديمقراطي.

الإسلام هو الحل هو شعار كانت تتبناه جماعة الإخوان المسلمين وتم منع استخدامه خلال الانتخابات الرئاسية 2012 والبرلمانية 2011م كونه شعاراً دينيًا واستبدلته ب«نحمل الخير لمصر»، كما تتبناه عدد من الحركات والأحزاب الإسلامية الأخرى مثل جماعة العدل والإحسان المغربية، ظهر هذا الشعار في حقبة الثمانينيات عندما تحالف كل من حركة الإخوان المسلمين وحزب العمل المصري وحزب الأحرار المصري تحت قائمة واحدة للترشح الانتخابات البرلمان المصري.
ويهدف متبنو هذا الشعار إلى تطبيق الشريعة الإسلامية والعمل بالمبادئ الإسلامية في المجتمع، وقد حصل الإخوان المسلمون في مصر علي حكم من محكمة القضاء الإداري في عام 2005م بجواز استخدام هذا الشعار في الحملات الانتخابية لعدم تعارضه مع الدستور وهو يتبنى مادة رئيسية في الدستور وهي المادة الثانية «أن الإسلام دين الدولة الرسمي والشريعة الإسلامية المصدر الرئيسي للتشريع»
- «فمحكمة القضاء الإداري أصدرت أكثر من حكم قضائي نهائي يؤكد أن هذا الشعار يتفق مع أحكام المادة الثانية من الدستور الحالي، فضلاً عن أنه يُعبِّر عن هوية الدولة والأمة، ولا يتعارض مع مبدأ المواطنة التي تعني التساوي في الحقوق والواجبات وعدم التفرقة بين المواطنين على أساس الاعتقاد أو اللون أو الجنس».
- «كما أن أحكام القضاء الإداري استقرت على أن الإسلام هو الحل شعار انتخابي لا يتضمن سوى الدعوة إلى تطبيق الشريعة الإسلامية، وهذا الهدف هو أحد مقاصد الدستور المصري، الذي نص في مادته الثانية على أن الإسلام دين الدولة ومبادئ الشريعة الإسلامية هي المصدر الرئيسي للتشريع.»

## اقرأ أيضا
- اقتصاد إسلامي
- إسلام سياسي

## وصلات خارجية
- كتاب الإسلام هو الحل، للمرشد العام السابق للإخوان المسلمين: مصطفي مشهور، الشبكة الدعوية
- كتاب هل الإسلام هو الحل، د.محمد عمارة
- اضواء على شعار الإسلام هو الحل (بقلم د. محمد مرسى)، موقع تراث الإخوان
- فقهاء قانونيين: «الإسلام هو الحل» شعار دستوري 100%، الحرية والعدالة، 16 أكتوبر 2011
- أحكام قانونية شعار «الإسلام هو الحل»، إخوان أون لاين، 18 نوفمبر 2010
- ماذا نعني بشعار «الإسلام هو الحل»؟، د. محمود غزلان، إخوان أون لاين، 9 يونيو 2007م
- الاخوان: «الإسلام هو الحل» ليس شعارا دينيا، بي بي سي، 28 نوفمبر 2005م
- المعجزة الإسلامية «الإسلام هو الحل»، د. توفيق الواعي، موقع مداد
- متى يكون الإسلام هو الحل؟، راشد الغنوشي، المعرفة، الجزيرة نت، 23 يوليو 2009م
- مجمع البحوث الإسلامية يوافق علي نشر «الإسلام هو الحل» وكتب إخوانية لـ«البنا» و«مشهور»، المصري اليوم، 21 نوفمبر 2007
- الإسلام هو الحل والإسلاميون كذلك.. ولكن، خالد الطراولي، المعرفة، الجزيرة نت، 16 يناير 2010
- الحكومة تفشل في حجب شعار «الإسلام هو الحل»، إخوان أون لاين، 11 أكتوبر 2005
- انتخابات 1987م.. ميلاد شعار (الإسلام هو الحل)، موقع الكتلة البرلمانية للإخوان المسلمين، 10 فبراير 2007
- انفراد: نص حكم مجلس الدولة عام 2005 بقانونية شعار الإسلام هو الحل وعدم تعارضة مع اسس الدولة K جريدة الفجر، 2 نوفمبر 2011
- يعد الكاتب احمد رائف هو مؤلف شعار "الإسلام هو الحل" الذي تبنته جماعة الإخوان المسلمون في حملاتها الانتخابية منذ ثمانينيات القرن العشرين.[2]